# Orgilus
Orgilus is een geslacht van insecten dat behoort tot de orde vliesvleugeligen (Hymenoptera) en de familie van de schildwespen (Braconidae).

## Soorten
Deze lijst van 256 stuks is mogelijk niet compleet.
- O. abbreviator (Ratzeburg, 1852)
- O. ablusus Muesebeck, 1970
- O. absonus Muesebeck, 1970
- O. achterbergi Taeger, 1989
- O. affinis Taeger, 1991
- O. agrestis Muesebeck, 1970
- O. alacer Muesebeck, 1970
- O. alboannulatus van Achterberg, 2000
- O. albosignatus van Achterberg, 1987
- O. amplissimus Chou, 1995
- O. anthracinus Muesebeck, 1970
- O. anurus Thomson, 1895
- O. apostolicus Turner, 1922
- O. arcticus Muesebeck, 1970
- O. ashmeadii (Brues, 1933)
- O. asper Taeger, 1989
- O. asperrimus Taeger, 1989
- O. austroussuricus Belokobylskij, 1998
- O. balcanicus Taeger, 1989
- O. balsameae Muesebeck, 1970
- O. bifasciatus Turner, 1922
- O. boharti Muesebeck, 1970
- O. bohayicus Belokobylskij & Taeger, 1996
- O. brevicaudatus van Achterberg, 2000
- O. brevicaudis Taeger, 1989
- O. brevipalpis Taeger, 1991
- O. buccatus Muesebeck, 1970
- O. burksi Muesebeck, 1970
- O. caballus Chou, 1995
- O. californicus (Provancher, 1888)
- O. caliginosus Taeger, 1989
- O. capeki Taeger, 1989
- O. capsicola Muesebeck, 1970
- O. caritus Chou, 1995
- O. caudatus Granger, 1949
- O. cerinus Muesebeck, 1970
- O. cincticornis Granger, 1949
- O. cinctus Muesebeck, 1970
- O. cingulatus Granger, 1949
- O. citus Muesebeck, 1970
- O. claripennis Ivanov, 1899
- O. clivicola Muesebeck, 1970
- O. cognatus Muesebeck, 1970
- O. coleophorae Muesebeck, 1970
- O. coloradensis Muesebeck, 1970
- O. columbianus (Enderlein, 1912)
- O. compactus Muesebeck, 1970
- O. comptanae Muesebeck, 1970
- O. conflictanae Muesebeck, 1970
- O. consuetus Muesebeck, 1970
- O. coracinus Muesebeck, 1970
- O. coreanus Taeger, 1987
- O. coriaceus Granger, 1949
- O. coxalis Taeger, 1989
- O. cretus Chou, 1995
- O. cristatus Muesebeck, 1970
- O. cunctus Chou, 1995
- O. cuneatus (Provancher, 1888)
- O. chankaicus Belokobylskij & Taeger, 1998
- O. detectiformis Viereck, 1917
- O. detectus Provancher, 1886
- O. dilleri Beyarslan, 1996
- O. dioryctriae Gahan, 1919
- O. discrepans Muesebeck, 1970
- O. discretus Taeger, 1989
- O. disparilis Muesebeck, 1970
- O. dissidens Muesebeck, 1970
- O. distinguendus Taeger, 1991
- O. dolosus Muesebeck, 1970
- O. dorni Taeger, 1989
- O. dovnari Tobias, 1986
- O. dreisbachi Muesebeck, 1970
- O. dubius Taeger, 1989
- O. ejuncidus Muesebeck, 1970
- O. elasmopalpi Muesebeck, 1970
- O. elongatus Papp, 1971
- O. eous Belokobylskij & Taeger, 1996
- O. erythropus Muesebeck, 1970
- O. excellens Taeger, 1989
- O. exilis Muesebeck, 1970
- O. facialis Tobias, 1964
- O. fallax Muesebeck, 1970
- O. femoralis Muesebeck, 1970
- O. ferus Muesebeck, 1970
- O. festivus Papp, 1975
- O. fictus Muesebeck, 1970
- O. fischerianus Taeger, 1989
- O. fisheri Muesebeck, 1970
- O. frigidus Muesebeck, 1970
- O. fulgens Muesebeck, 1970
- O. fulvus Belokobylskij & Taeger, 1998
- O. galbinus Chou, 1995
- O. gauldi van Achterberg, 1987
- O. geijskesi van Achterberg, 1987
- O. gelechiae (Ashmead, 1889)
- O. gelechiaevora Cushman, 1920
- O. genalis van Achterberg, 1987
- O. glabratus van Achterberg, 1987
- O. glacialis Muesebeck, 1970
- O. gossypii Muesebeck, 1956
- O. gracilis (Brues, 1908)
- O. gramineus Muesebeck, 1970
- O. grandior (Brues, 1933)
- O. grapholithae Muesebeck, 1970
- O. grunini Tobias, 1986
- O. haeselbarthi Taeger, 1989
- O. hofferi Capek, 1989
- O. huddlestoni Taeger, 1989
- O. hungaricus Szepligeti, 1896
- O. hyalinus Muesebeck, 1970
- O. hybridus Taeger, 1989
- O. ibericus Taeger, 1989
- O. imitator Muesebeck, 1970
- O. immarginatus Muesebeck, 1970
- O. impiger Muesebeck, 1970
- O. improcerus Chou, 1995
- O. indagator Muesebeck, 1967
- O. infrequens Muesebeck, 1970
- O. infumatus Granger, 1949
- O. inopinus Muesebeck, 1970
- O. insularis Muesebeck, 1970
- O. interjectus Taeger, 1989
- O. intermedius Muesebeck, 1970
- O. invictus Muesebeck, 1970
- O. iphigeniae van Achterberg, 1987
- O. ischnus Marshall, 1898
- O. jennieae Marsh, 1979
- O. kaszabi Taeger, 1991
- O. kumatai Watanabe, 1968
- O. kurentzovi Belokobylskij, 1998
- O. laevigator (Nees, 1812)
- O. laeviventris (Cresson, 1872)

- O. lateralis (Cresson, 1872)
- O. lautus Muesebeck, 1970
- O. leleji Belokobylskij & Taeger, 1996
- O. lepidus Muesebeck, 1967
- O. leptocephalus (Hartig, 1838)
- O. levis Muesebeck, 1970
- O. lini Chou, 1995
- O. lissus Muesebeck, 1970
- O. longiceps Muesebeck, 1933
- O. longicornis (Brues, 1933)
- O. lucidus Turner, 1927
- O. luctuosus Taeger, 1987
- O. lunaris Muesebeck, 1970
- O. macrurus Muesebeck, 1970
- O. maculiventris (Cresson, 1872)
- O. magadanicus Belokobylskij, 1998
- O. medicaginis Muesebeck, 1970
- O. mediterraneus Taeger, 1989
- O. meifengensis Chou, 1995
- O. melissopi Muesebeck, 1970
- O. mellipes (Say, 1836)
- O. meyeri Telenga, 1933
- O. mimicus Muesebeck, 1970
- O. minor Taeger, 1989
- O. minutus Szepligeti, 1898
- O. moczari Papp, 1981
- O. modicus Muesebeck, 1970
- O. moldavicus Tobias, 1986
- O. momphae Muesebeck, 1970
- O. mongolicus Taeger, 1989
- O. monticola Muesebeck, 1970
- O. morulus Muesebeck, 1970
- O. muesebecki Taeger, 1989
- O. mundus Muesebeck, 1970
- O. nanellae Tobias, 1986
- O. neotropicus van Achterberg, 1987
- O. nepalensis Taeger, 1989
- O. niger Penteado-Dias, 1999
- O. nigripennis (Dahl, 1912)
- O. nigromaculatus Cameron, 1906
- O. nitidiceps Taeger, 1989
- O. nitidior Taeger, 1989
- O. nitidus Marshall, 1898
- O. notabilis Muesebeck, 1970
- O. obesus Taeger, 1989
- O. obscurator (Nees, 1812)
- O. oehlkei Taeger, 1989
- O. opacus Muesebeck, 1970
- O. oregonensis Muesebeck, 1970
- O. ortrudae Taeger, 1989
- O. pappianus Taeger, 1987
- O. parallelus Muesebeck, 1970
- O. parcus Turner, 1922
- O. parvipennis Thomson, 1895
- O. patzaki Taeger, 1989
- O. pedalis Muesebeck, 1970
- O. perplexus Taeger, 1989
- O. persimilis Muesebeck, 1970
- O. pimpinellae Niezabitowski, 1910
- O. planus Chou, 1995
- O. podus Braet & van Achterberg, 2001
- O. politus Muesebeck, 1970
- O. ponticus Tobias, 1986
- O. pratensis Muesebeck, 1970
- O. priesneri Fischer, 1958
- O. prolixus Muesebeck, 1970
- O. proprius Muesebeck, 1970
- O. pulcher (Szepligeti, 1905)
- O. pumilus Muesebeck, 1970
- O. punctatus (Beyr, 1959)
- O. punctiventris Tobias, 1976
- O. punctulator (Nees, 1812)
- O. pusillus Szepligeti, 1913
- O. quadricolor Braet & van Achterberg, 2001
- O. radialiformis Beyarslan, 2011
- O. radialis Jakimavicius, 1972
- O. rarus Chou, 1995
- O. rasilis Muesebeck, 1970
- O. reclinatus Braet & van Achterberg, 2000
- O. resplendens Taeger, 1989
- O. rostratus Muesebeck, 1970
- O. rubrator (Ratzeburg, 1852)
- O. rubriceps (Ashmead, 1894)
- O. rudolphae Tobias, 1976
- O. ruficornis Szepligeti, 1896
- O. rufigaster Tobias, 1964
- O. rugosus (Nees, 1834)
- O. saponariellae Taeger, 1989
- O. setosus van Achterberg, 1987
- O. seyrigi Granger, 1949
- O. sharkeyi Taeger, 1989
- O. similis Szepligeti, 1896
- O. simillimus Taeger, 1989
- O. simulator Muesebeck, 1970
- O. solidus Muesebeck, 1970
- O. spasskensis Belokobylskij & Taeger, 1996
- O. sticticus Taeger, 1989
- O. striatus Muesebeck, 1970
- O. strigosus Muesebeck, 1970
- O. sudzuchae Belokobylskij & Taeger, 1996
- O. sumatranus (Enderlein, 1912)
- O. swezeyi Fullaway, 1956
- O. szelenyii Papp, 1981
- O. taiwanensis Chou, 1995
- O. temporalis Tobias, 1976
- O. tenuis Muesebeck, 1970
- O. tersus Muesebeck, 1970
- O. thomsoni Taeger, 1989
- O. tibialis (Enderlein, 1912)
- O. tobiasi Taeger, 1989
- O. transversus van Achterberg, 1987
- O. tristis Taeger, 1989
- O. turgus Papp, 1981
- O. turkmenus Telenga, 1933
- O. utahensis Muesebeck, 1970
- O. validus Muesebeck, 1970
- O. vallis Muesebeck, 1970
- O. vasici Brajkovic, 1987
- O. viduus Taeger, 1989
- O. walleyi Muesebeck, 1970
- O. westermanni (Enderlein, 1912)
- O. woldai van Achterberg, 1987
- O. zonalis Muesebeck, 1970
- O. zuluanus (Turner, 1927)